# Werdau
Werdau là một thị xã ở huyện Zwickau, vùng hành chính Chemnitz, bang tự do Sachsen, Đức. Đô thị này nằm bên sông Pleiße, 8  km so với Zwickau.
Tòa thị chính mới được khánh thành ngày 26 tháng 4 năm 1911.